# Team Secret
Team Secret — профессиональная киберспортивная команда, выступающая в дисциплинах Dota 2, Age of Empires 2, PUBG Mobile, Rainbow Six Siege, Valorant.

## История
Team Secret была сформирована после The International 2014 двумя бывшими игроками команды Natus Vincere: Клементом «Puppey» Ивановым и Куро «Kuroky» Тахасоми. Также в команду были взяты два бывших игрока команды Fnatic: израильтянин Таль «Fly» Айзик и датчанин Йохан «BigDaddy» Сундстейн. В качестве пятого игрока в состав присоединился победитель The International 2013 в составе команды The Alliance Густав «s4» Магнуссон.
27 августа 2014 года команда проводит свой первый официальный матч в рамках 10-го сезона Star Ladder, в котором проигрывают Alliance.
В начале 2015 команда решается на изменения в составе. BigDaddy и Fly покидают состав, а их место занимают два бывших игрока Evil Geniuses: Артур «Arteezy» Бабаев и Людвиг Ван «zai» Уолберг.
На начало апреля 2015 года Team Secret являлся сильнейшим Dota-составом по версии Gosurankings. Команда выиграла несколько значимых турниров и подходила в качестве главных фаворитов к The International 2015, однако потерпела неожиданное поражение от команды Virtus.pro и заняла 7-8 место. Этот результат оказался провальным для команды, в составе которой выступали на тот момент одни из самых больших «звезд» профессиональной Dota-сцены.
В августе 2015 года Артур «Arteezy» Бабаев, Густав «s4» Магнуссон, Людвиг «zai» Уолберг и Куро «KuroKy» Тахасоми покидают команду. Их места занимают Джеки «EternalEnvy» Мао, Аливи «w33» Омар, Расмус «MiSeRy» Берт Филипсен, Йохан «pieliedie» Астром.
В марте 2016 года команду покидают Аливи «w33» Омар и Расмус «MiSeRy» Берт Филипсен. Их заменили Артур «Arteezy» Бабаев и Саахил «Universe» Арора.
9 июня 2016 года на официальном сайте оповестили об изменении состава. Из команды ушёл Саахил «Universe» Арора и был приглашен Канишка «BuLba» Сосэйл.
27 августа 2016 года представлен состав на новый сезон: Пе «MP» Ноа, Йеик «MidOne» Най Чжэн, Ли «Forev» Сандон, Клемент «Puppey» Иванов, Йохан «pieliedie» Астром.
В ноябре 2016 года команду покидает Ли «Forev» Сандон, и на замену корейцу приходит немец Морис «KheZu» Гутман.
4 мая 2017 года команду покинул Йохан «pieliedie» Астром на его место пришёл Язиед «YapzOr» Жарадат.
11 сентября 2018 года команду покинули Маркус «Ace» Хёлгард и Адриан «Fata» Тринкс. На их место пришли Михаил «Nisha» Янковски и Людвиг «zai» Уолберг.
14 июля 2018 года Team Secret представила состав в Age of Empires II, приобретя Team TyRant (TheViper, TaToH, JorDan_23, slam, DauT и Nili_AoE). После двух лет сотрудничества, 27 июля 2020 года, было объявлено, что Team Secret и игроки Age of Empires II решили пойти разными путями после того, как они не смогли договориться о продлении контрактов.
Несмотря на несколько побед на второстепенных турнирах, команда не смогла выиграть ни одного крупного турнира в 2018 году, заняв 5—6-е место на The International 2018. С началом нового сезона Dota Pro Circuit 2018—2019 в составе команды произошли очередные изменения: Ace и Fata покинули коллектив, а их места заняли Михал «Nisha» Янковский и Людвиг «zai» Вальберг.
Team Secret выиграла The Chongqing Major — мейджор-турнир Dota 2 с призовым фондом $1 млн, проходивший в Китае. Для победы они в верхнем дивизионе финальной сетки переиграли Evil Geniuses со счётом 2:0, после чего в гранд-финале обыграли своих заклятых соперников, Virtus.pro, со счётом 3:1, отомстив за поражение в верхнем финале и в предыдущем The Kuala Lumpur Major. За титул победители получили $350 000 и 4950 DPC-очков, что обеспечило им квалификацию на The International 2019.
В ноябре 2024 года Team Secret участвовала в групповом этапе 1win Series Dota 2 Fall.

## Состав команды

### Dota 2
|                  | Ник              | Полное имя      | Позиция             | Дата присоединения |
| Основной состав  | Основной состав  | Основной состав | Основной состав     | Основной состав    |
| ---------------- | ---------------- | --------------- | ------------------- | ------------------ |
| Нидерланды       | Crystallis       | Ремко Аретс     | Керри               | 23 мая 2022        |
| Чехия            | BOOM             | Мирослав Бичан  | Мидлайнер           | 2 декабря 2022     |
| Индонезия        | FBZ              | Сайфул Ильхам   | Оффлейнер           | 10 июня 2023       |
| Россия           | Yamich           | Даниял Лазебный | Частичная поддержка | 11 марта 2023      |
| Эстония          | Puppey (капитан) | Клемент Иванов  | Полная поддержка    | 27 августа 2014    |
| Тренер           |                  |                 |                     |                    |
| Республика Корея | Heen             | Ли Сын Гон      | Ли Сын Гон          | ноябрь 2019        |

### Rainbow Six Siege
|            | Ник    | Полное имя             | Дата присоединения |
| ---------- | ------ | ---------------------- | ------------------ |
| Португалия | Savage | Лукас Да Сильва Альвес | 2 июня 2022        |
| Германия   | jume   | Марк Штайнман          | 3 января 2024      |
| Польша     | Adrian | Адриан Трука           | 7 марта 2024       |
| Австралия  | Virtue | Джейк Грэннан          | 19 июня 2024       |
| Польша     | Gruby  | Давид Марсиниак        | 30 августа 2024    |

### League of legends
|               | Ник      | Полное имя          | Позиция   | Дата присоединения |
| ------------- | -------- | ------------------- | --------- | ------------------ |
| Флаг Вьетнама | Hiro02   | Чан Ле Чунг Хау     | Топ       | 11 февраля 2022    |
| Флаг Вьетнама | Penguin  | Нгуен Данг Кхоа     | Лесник    | 11 февраля 2022    |
| Флаг Вьетнама | Skewed   | Нгуен Хоанг Шон     | Лесник    | 15 февраля 2022    |
| Флаг Вьетнама | Artifact | Нгуен Ван Хау       | Мид       | 11 февраля 2022    |
| Флаг Вьетнама | Eddie    | Хоанг Конг Нгиа     | Бот       | 19 июня 2020       |
| Флаг Вьетнама | Xuhao    | Буй Хоанг Шон Выонг | Поддержка | 11 февраля 2022    |
| Флаг Вьетнама | Phi1     | Во Ван Фи           |           |                    |

### PlayerUnknown’s Battlegrounds Mobile
|               | Ник    | Полное имя              | Дата присоединения |
| ------------- | ------ | ----------------------- | ------------------ |
| Флаг Малайзии | KiD    | Мухаммад Даниш Юсниза   | 01 августа 2021    |
| Флаг Малайзии | Izane  | Мохд Идхам Фаузан       | 24 июня 2022       |
| Флаг Малайзии | Aboyy  | Икмал Хидаят            | 3 февраля 2023     |
| Флаг Малайзии | Minz   | Азфар Джохари           | 3 февраля 2023     |
| Флаг Малайзии | Jumper | Мухаммад Иззрудин Хашим | 4 февраля 2023     |
| Тренер        |        |                         |                    |
| Флаг Малайзии | IShotz | Раймонд Тан Бун Шен     | 2 февраля 2023     |

### Valorant
|                       | Ник        | Полное имя          | Дата присоединения |
| --------------------- | ---------- | ------------------- | ------------------ |
| Флаг Филиппин         | JessieVash | Джесси Кристи Куйко | 9 сентября 2021    |
| Флаг Филиппин         | Jremy      | Джереми Кабрера     | 22 января 2022     |
| Флаг Филиппин         | invy       | Адриан Рейес        | 18 декабря 2022    |
| Флаг Филиппин         | 2GE        | Майкл Гупио         | 23 мая 2024        |
| Флаг Филиппин         | Wild0reoo  | Брэйянн Рейес       | 23 мая 2024        |
| Тренер                |            |                     |                    |
| Флаг Республики Корея | meow       | Джи Дон-джун        | 18 января 2025     |

## Достижения
| Место | Турнир                               | Место проведения   | Дата                    | Призовые    |
| 2014  | 2014                                 | 2014               | 2014                    | 2014        |
| ----- | ------------------------------------ | ------------------ | ----------------------- | ----------- |
| 3—4   | ESL One New York                     | Нью-Йорк           | 7 сентября — 10 октября | 13 000 $    |
| 2     | Star Ladder Star Series Season 10    | Киев               | 23—27 октября           | 46 796 $    |
| 3     | The Summit 2                         | Лос-Анджелес       | 16 ноября — 7 декабря   | 44 521 $    |
| 1     | XMG Captains Draft 2.0               | online             | 31 октября — 21 декабря | 96 599 $    |
| 1     | Dota Pit League Season 2             | online             | 14 октября — 23 декабря | 36 269 $    |
| 2015  |                                      |                    |                         |             |
| 3     | Dota 2 Asia Championship             | Шанхай             | 29 января — 9 февраля   | 275 177 $   |
| 1     | 2015 Red Bull Battle Grounds: Dota 2 | Санта-Моника       | 6 апреля — 10 мая       | 38 556 $    |
| 1     | The Summit 3                         | Лос Анджелесе      | 11—17 мая               | 115 000 $   |
| 1     | MarsTV Dota 2 League 2015            | Шанхай             | 7 мая — 7 июня          | 100 190 $   |
| 1     | ESL One Frankfurt 2015               | Франкфурт-на-Майне | 20—21 июня              | 117 303 $   |
| 5—6   | Dota Pit League Season 3             | online             | 21 января — 12 июля     | 10 545 $    |
| 7—8   | The International 2015               | Сиэтл              | 3—8 августа             | 826 535 $   |
| 1     | MLG World Finals 2015                | Новый Орлеан       | 16—18 октября           | 114 000 $   |
| 1     | Nanyang Championships                | Сингапур           | 28 октября — 2 ноября   | 110 000 $   |
| 2     | The Frankfurt Major 2015             | Франкфурт          | 13—21 ноября            | 405 000 $   |
| 2016  |                                      |                    |                         |             |
| 1     | The Shanghai Major 2016              | Шанхай             | 25 февраля — 6 марта    | 1 100 000 $ |
| 13—16 | The Manila Major 2016                | Манила             | 3—12 июня               | 30 000 $    |
| 2     | StarLadder i-League S2               | Лос-Анджелес       | 21—25 июля              | 60 000 $    |
| 1     | ROG MASTERS 2016                     | Куала-Лумпур       | 10—13 ноября            | 71 250 $    |